# Pizzomunno

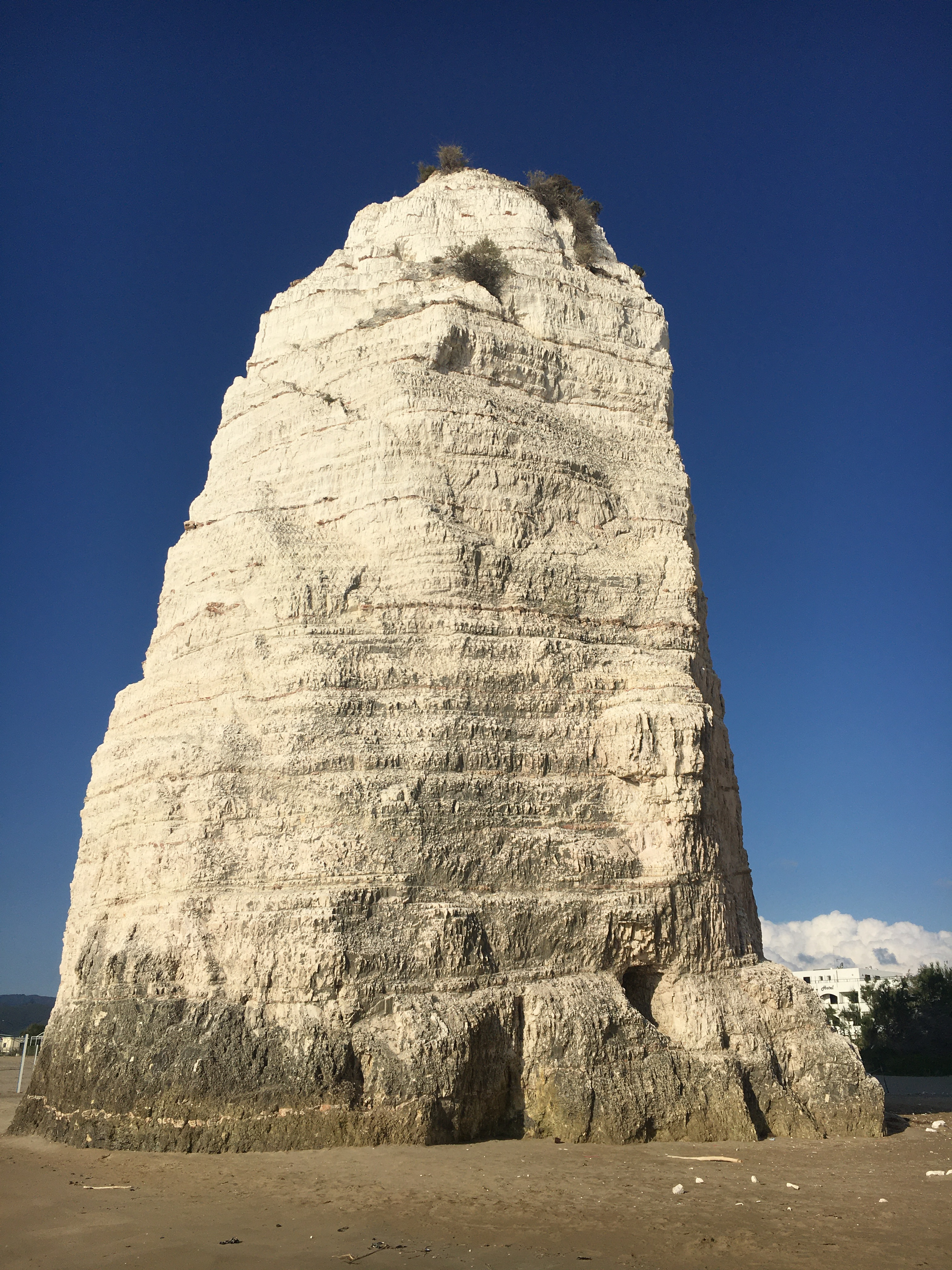
Pizzomunno

Il Pizzomunno, espressione che in dialetto viestano significa "pezzo di mondo", è un monolito in pietra calcarea bianca alto circa 25 metri situato presso la spiaggia del Castello a Vieste (provincia di Foggia), a sud del centro abitato; si tratta di uno dei simboli della cittadina pugliese.

## Caratteristiche geologiche
Il faraglione Pizzomunno, che si eleva per 25 metri sulla spiaggia detta del Castello, presenta una forma ellittica (20x12 metri) ed ha una distanza minima di circa 25 metri dalla falesia del promontorio San Francesco dal quale si è staccato per via dei fenomeni di erosione marina, con processi impostati su fratture di origine tettonica.
Successivamente il faraglione ha subito e continua a subire un progressivo modellamento per azioni chimiche dello spray marino. 
Pizzomunno e la parte basale dell'antistante falesia risultano costituiti da calcari bianchi di tipo "scaglia" di età cretacea ( tra i 145,5 e i 0,3 milioni di anni fa). Si tratta di una formazione bacinale con calcari bianchi poco diagenizzati, a luogo sottilmente stratificati, con liste di selce rossa. Gli strati della scaglia, con spessore fra i 5 e i 10 cm, hanno direzione No-SE e inclinazione 13° verso NE.

## La leggenda
Pizzomunno è il soggetto di una popolare leggenda diffusa nel territorio di Vieste. 
Secondo tale leggenda, Pizzomunno era un pescatore giovane e bello che viveva a Vieste quando essa era ancora un piccolo villaggio di capanne; nello stesso luogo e nello stesso periodo abitava anche una bellissima ragazza di nome Cristalda. I due giovani si incontrarono e si innamorarono, giurandosi eterna fedeltà. 
Pizzomunno, con la sua barca, usciva a pescare in mare ogni notte, e puntualmente le sirene, ammaliate dalla sua bellezza, emergevano dalle onde e cantavano in suo onore, offrendogli di diventare immortale se si fosse unito a loro. Pizzomunno, tuttavia, forte della promessa fatta a Cristalda, non cedeva mai a queste offerte. 
Una sera le sirene, arrabbiate per i continui rifiuti del pescatore e colte dalla gelosia, emersero dalle profondità marine e rapirono Cristalda, incatenandola e trascinandola sul fondo del mare; Pizzomunno rincorse invano la voce dell'amata, fino a quando, distrutto dalla rabbia e dal dolore, si pietrificò, trasformandosi nel bianco scoglio. 
Sempre secondo la leggenda, ogni cento anni, nella notte del 15 agosto, Cristalda riemerge dagli abissi e Pizzomunno ritorna in forma umana, e i due vivono nuovamente, solo per una notte, il loro antico amore.

### Altre versioni della leggenda
Esistono diverse versioni della leggenda nella zona. Una di esse racconta che Cristalda fosse anche lei una sirena, innamorata di Pizzomunno, e che i due si amarono finché le sorelle di lei, ingelosite e invidiose per la fortuna che Cristalda aveva avuto in amore, trasformarono Pizzomunno nel monolite. Anche in questa versione il finale resta lo stesso, in quanto i due si ricongiungono ogni cento anni.
Secondo una superstizione collegata, se si compie un giro completo intorno al Pizzomunno formulando un desiderio, il desiderio si avvererà.

## La canzone di Max Gazzè

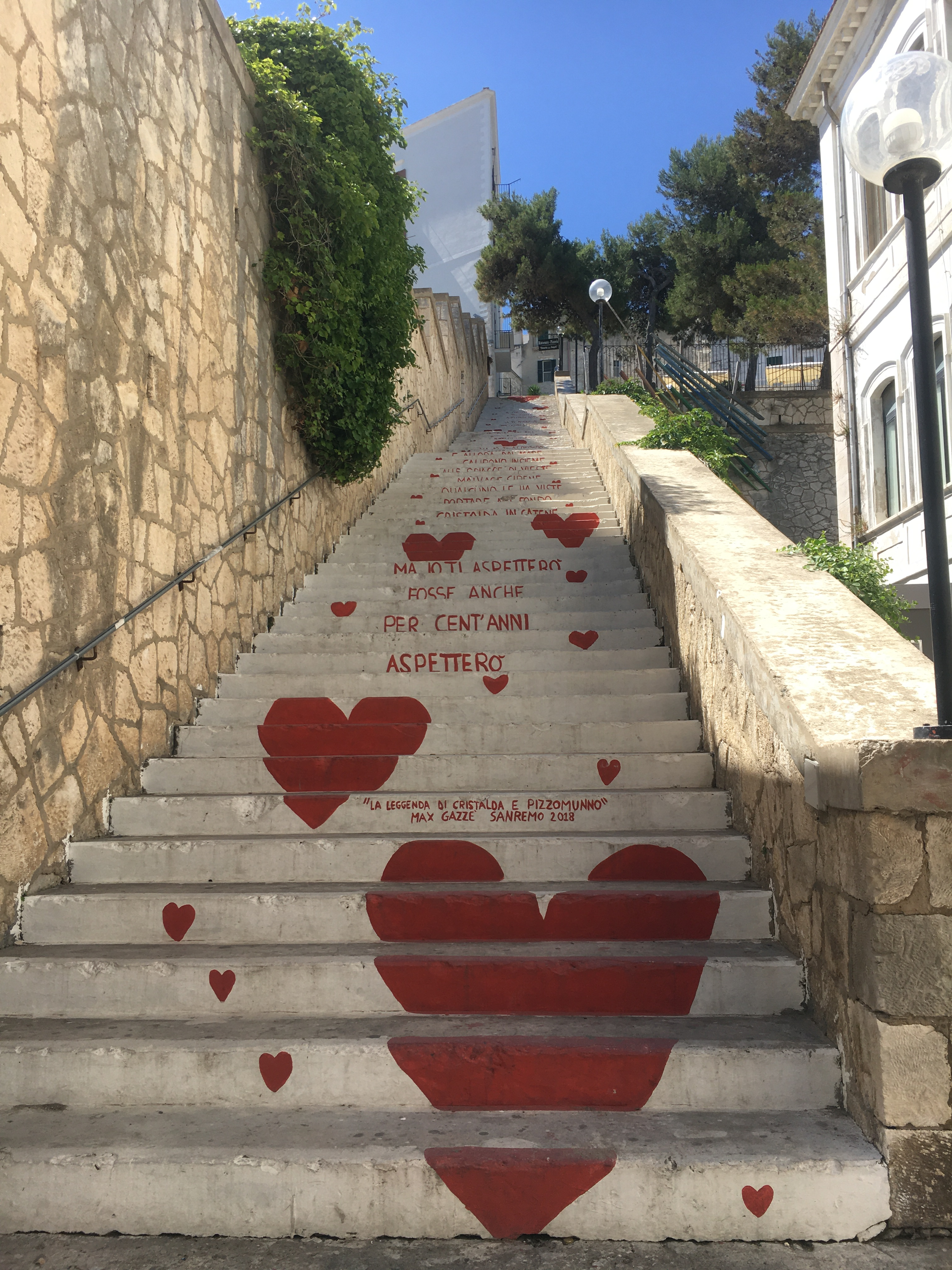
Scalinata dell'amore a Vieste

Nel 2018, il cantautore romano Max Gazzè ha partecipato al Festival di Sanremo con un brano che racconta questa leggenda, chiamato appunto La leggenda di Cristalda e Pizzomunno, classificandosi sesto. A seguito di ciò, il 31 luglio 2018 il comune di Vieste, in accordo con la casa discografica di Gazzè, ha organizzato un concerto dell'artista proprio sulla spiaggia sotto il Pizzomunno. Nella stessa occasione è stata conferita al cantante la cittadinanza onoraria, come ricompensa per aver fatto ottenere notorietà tra il grande pubblico alla locale leggenda di Cristalda e Pizzomunno. 
Nel 2019 l'amministrazione comunale di Vieste ha fatto dipingere alcune frasi del testo della canzone sui gradini della scalinata che collega la strada del municipio alla parte alta della città, soprannominata "Scalinata dell'amore".

## Galleria d'immagini

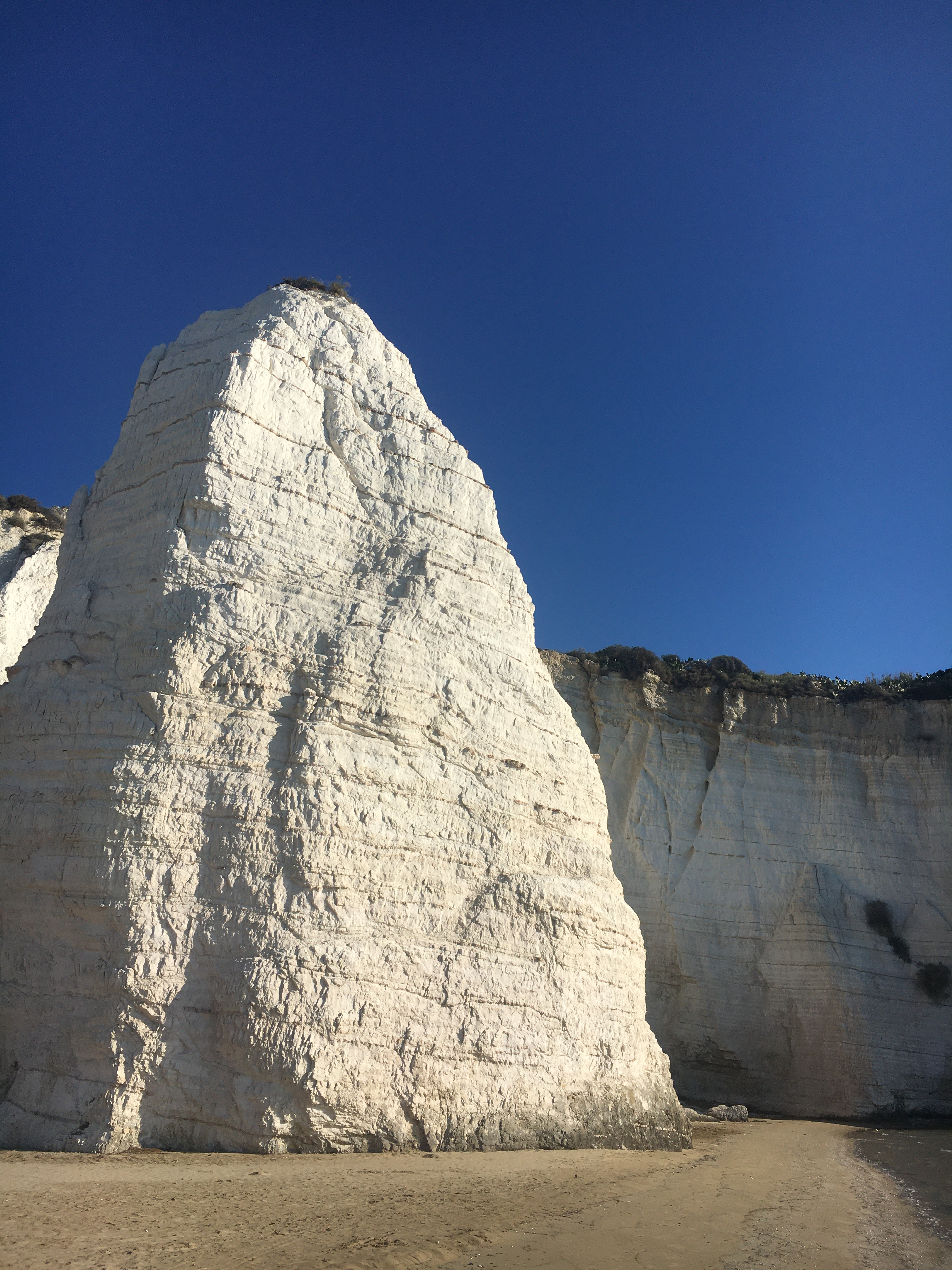
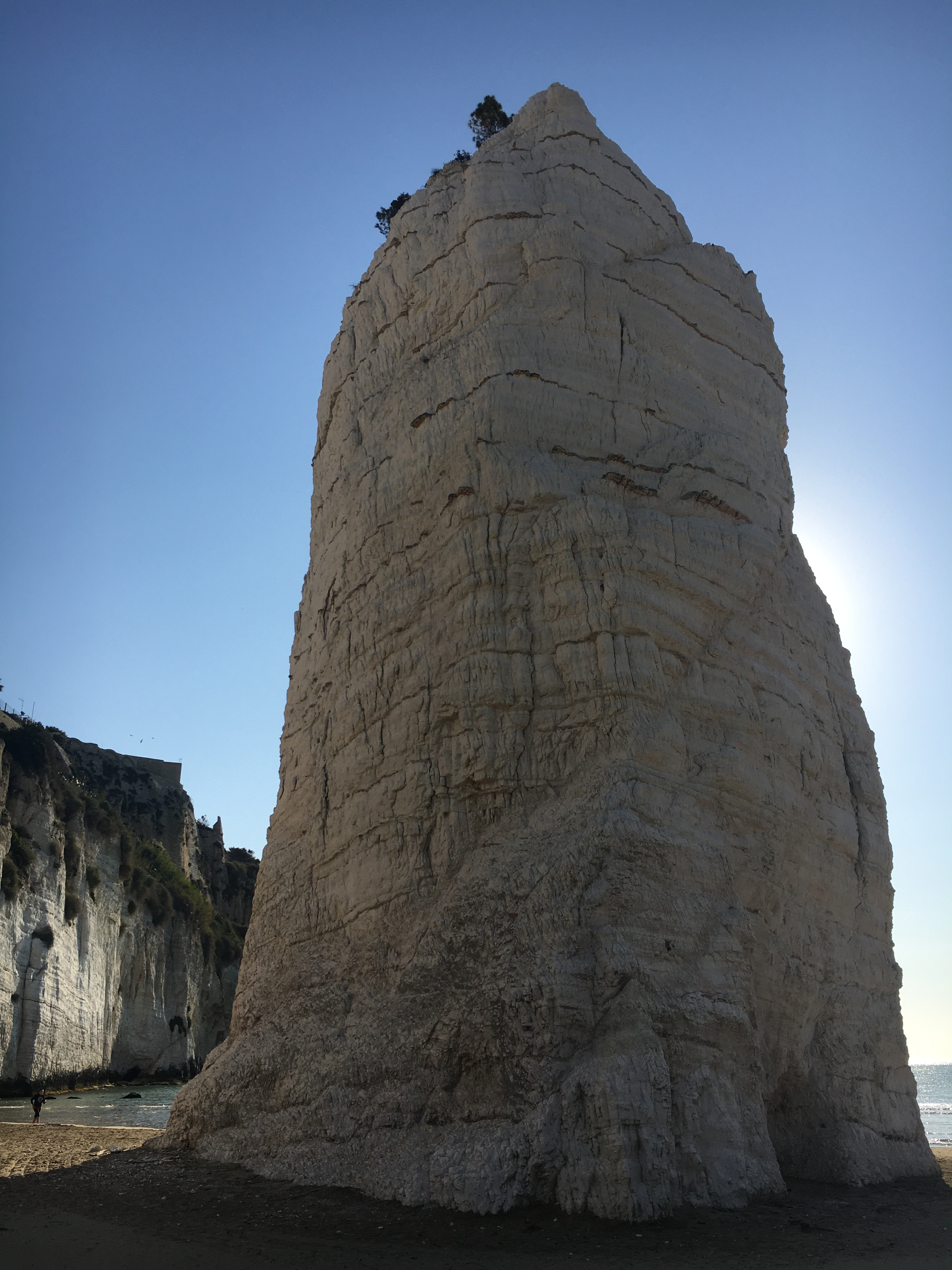
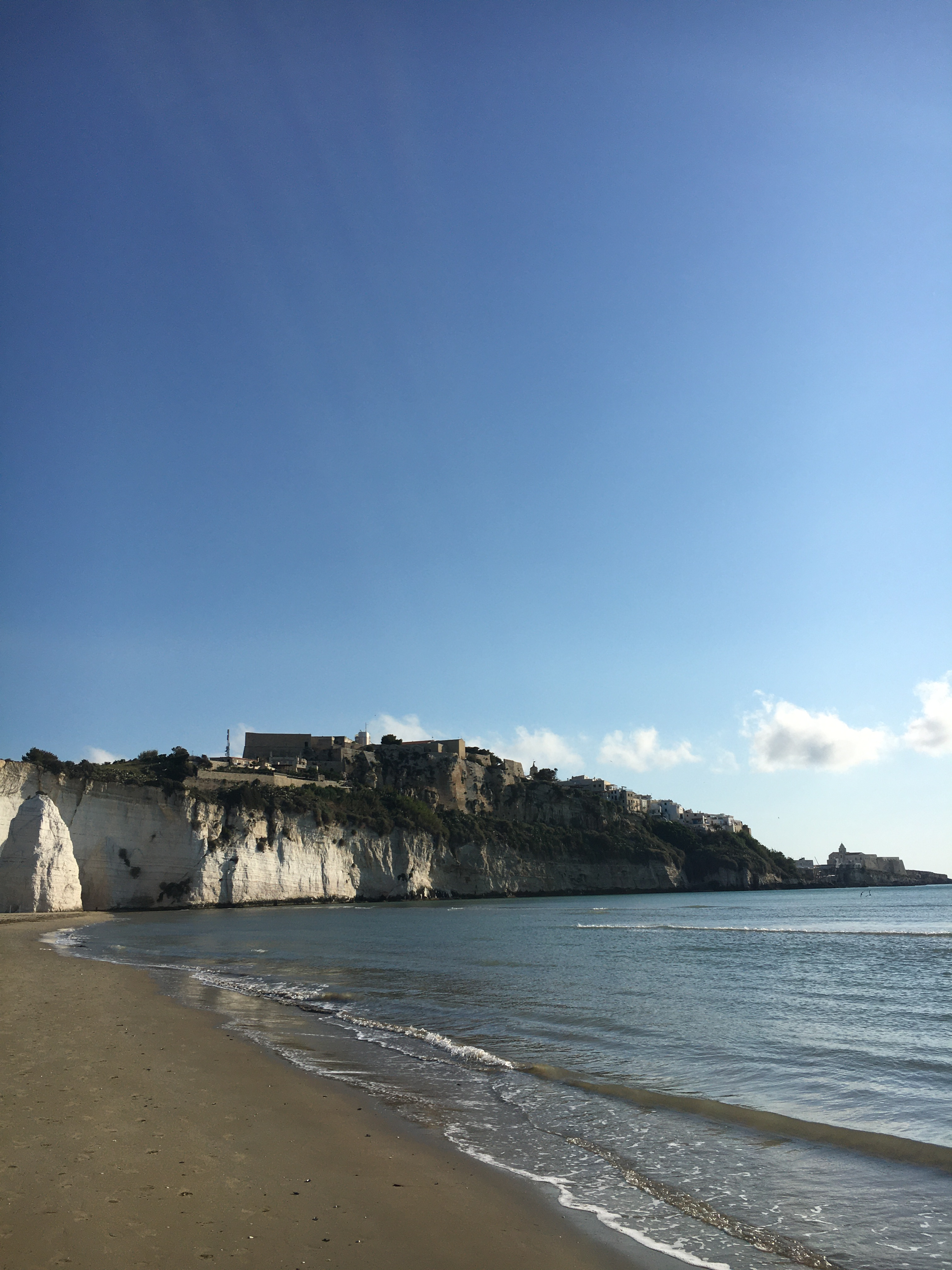
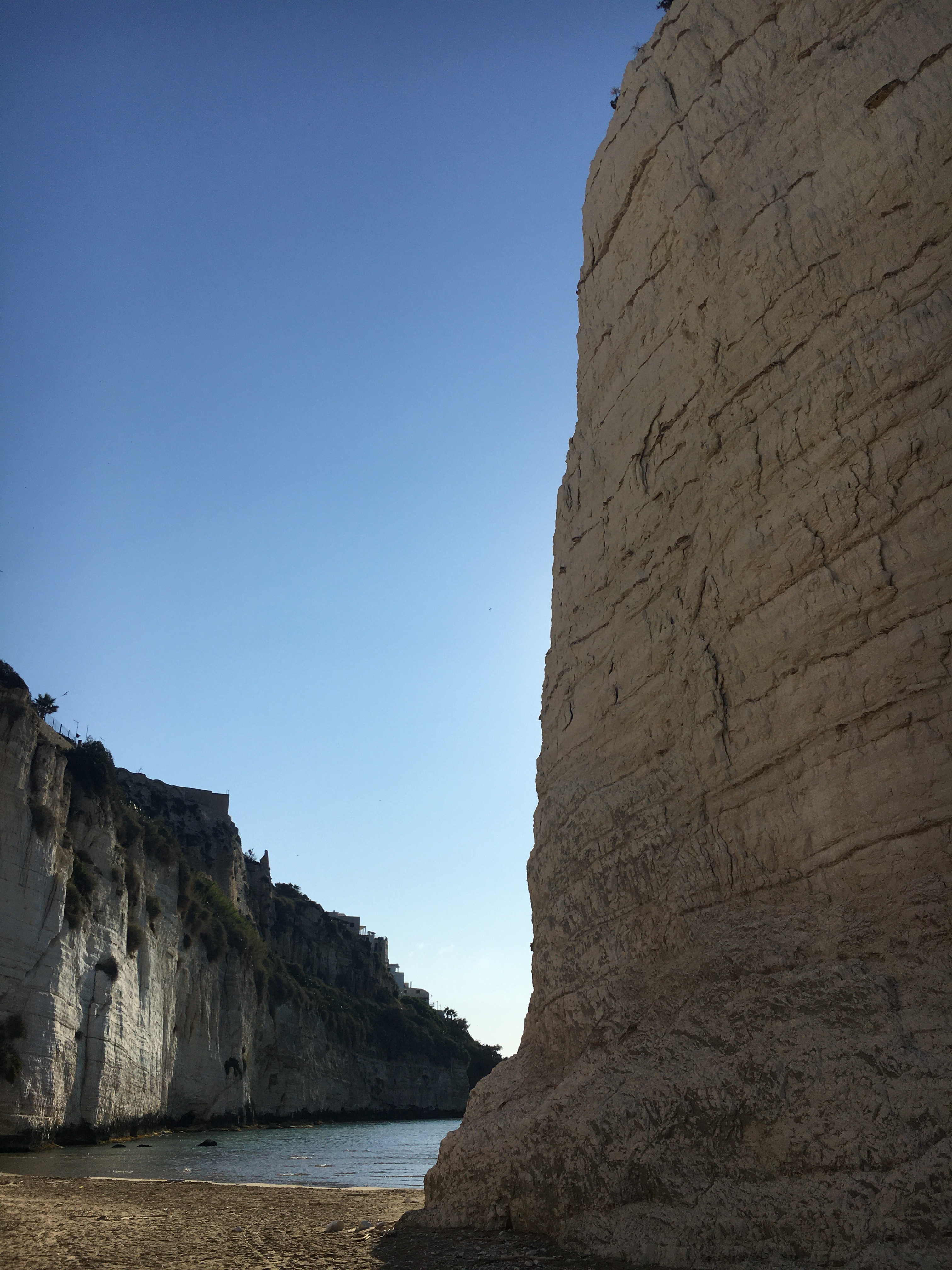
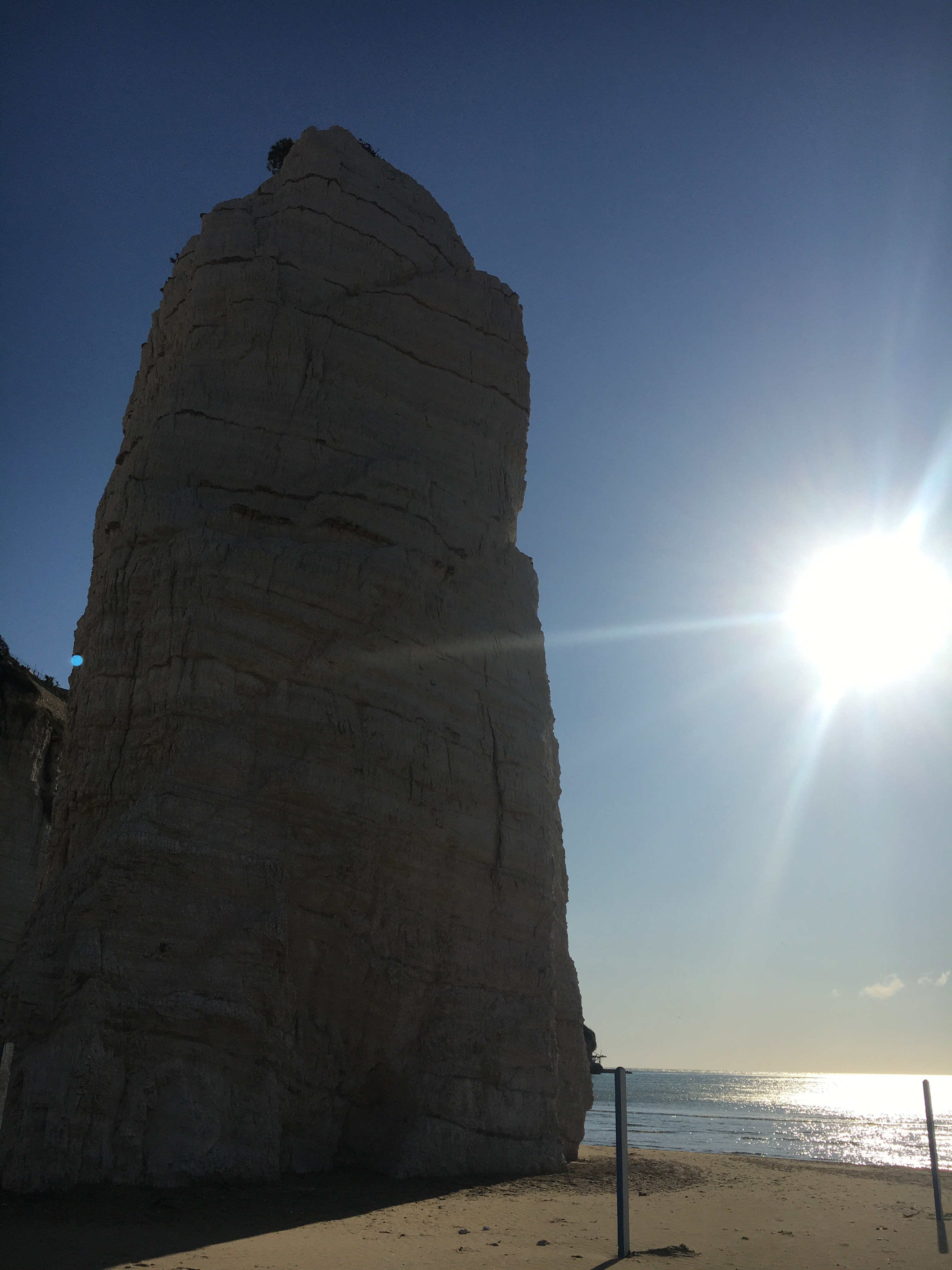